# Lysiopetalum kosswigii
Lysiopetalum kosswigii är en mångfotingart som beskrevs av Karl Wilhelm Verhoeff 1940. Lysiopetalum kosswigii ingår i släktet Lysiopetalum och familjen Callipodidae. Utöver nominatformen finns också underarten L. k. costatum.